# Pod Goricomstadion
Pod Goricomstadion (Montenegrijns: Стадион под Горицом) is een multifunctioneel sportcomplex in de Montenegrijnse hoofdstad Podgorica, het vroegere Titograd, dat vooral wordt gebruikt voor voetbalwedstrijden. Het complex biedt plaats aan 17.500 toeschouwers en is de thuishaven van voetbalclub FK Budućnost Podgorica en het Montenegrijns voetbalelftal.
Het stadion was het toneel van de allereerste officiële voetbalinterland die Montenegro speelde, op 24 maart 2007 tegen Hongarije. De thuisploeg won het oefenduel met 2-1 door twee rake strafschoppen van achtereenvolgens Mirko Vučinić en Igor Burzanović. De allereerste interland die in het Pod Goricomstadion werd gespeeld, was de EK-kwalificatiewedstrijd tussen Joegoslavië en Luxemburg op 27 oktober 1971. Dat duel, bijgewoond door 15.000 toeschouwers, eindigde in een verrassend 0–0 gelijkspel.

## Interlands
| 1                              | 27 oktober 1971   | Joegoslavië – Luxemburg             | 0 – 0    | EK-kwalificatie     |
| 2                              | 15 december 1982  | Joegoslavië – Wales                 | 4 – 4    | EK-kwalificatie     |
| 3                              | 12 februari 2003  | Servië en Montenegro – Azerbeidzjan | 2 – 2    | EK-kwalificatie     |
| 4                              | 24 maart 2007     | Montenegro – Hongarije              | 2 – 1    | Vriendschappelijk   |
| 5                              | 22 augustus 2007  | Montenegro – Slovenië               | 1 – 1    | Vriendschappelijk   |
| 6                              | 12 september 2007 | Montenegro – Zweden                 | 1 – 2    | Vriendschappelijk   |
| 7                              | 26 maart 2008     | Montenegro – Noorwegen              | 3 – 1    | Vriendschappelijk   |
| 8                              | 27 mei 2008       | Montenegro – Kazachstan             | 3 – 0    | Vriendschappelijk   |
| 9                              | 6 september 2008  | Montenegro – Bulgarije              | 2 – 2    | WK-kwalificatie     |
| 10                             | 10 september 2008 | Montenegro – Ierland                | 0 – 0    | WK-kwalificatie     |
| 11                             | 19 november 2008  | Montenegro – Macedonië              | 2 – 1    | Vriendschappelijk   |
| 12                             | 28 maart 2009     | Montenegro – Italië                 | 0 – 2    | WK-kwalificatie     |
| 13                             | 12 augustus 2009  | Montenegro – Wales                  | 2 – 1    | Vriendschappelijk   |
| 14                             | 9 september 2009  | Montenegro – Cyprus                 | 1 – 1    | WK-kwalificatie     |
| 15                             | 10 oktober 2009   | Montenegro – Georgië                | 2 – 1    | WK-kwalificatie     |
| 16                             | 18 november 2009  | Montenegro – Wit-Rusland            | 1 – 0    | Vriendschappelijk   |
| 17                             | 25 mei 2010       | Montenegro – Albanië                | 0 – 1    | Vriendschappelijk   |
| 18                             | 11 augustus 2010  | Montenegro – Noord-Ierland          | 2 – 0    | Vriendschappelijk   |
| 19                             | 3 september 2010  | Montenegro – Wales                  | 1 – 0    | EK-kwalificatie     |
| 20                             | 8 oktober 2010    | Montenegro – Zwitserland            | 1 – 0    | EK-kwalificatie     |
| 21                             | 17 november 2010  | Montenegro – Azerbeidzjan           | 2 – 0    | Vriendschappelijk   |
| 22                             | 25 maart 2011     | Montenegro – Oezbekistan            | 1 – 0    | Vriendschappelijk   |
| 23                             | 4 juni 2011       | Montenegro – Bulgarije              | 1 – 1    | EK-kwalificatie     |
| 24                             | 7 oktober 2011    | Montenegro – Engeland               | 2 – 2    | EK-kwalificatie     |
| 25                             | 15 november 2011  | Montenegro – Tsjechië               | 0 – 1    | EK-kwalificatie     |
| 26                             | 29 februari 2012  | Montenegro – IJsland                | 2 – 1    | Vriendschappelijk   |
| 27                             | 15 augustus 2012  | Montenegro – Letland                | 2 – 0    | Vriendschappelijk   |
| 28                             | 7 september 2012  | Montenegro – Polen                  | 2 – 2    | WK-kwalificatie     |
| 29                             | 14 november 2012  | Montenegro – San Marino             | 3 – 0    | WK-kwalificatie     |
| 30                             | 26 maart 2013     | Montenegro – Engeland               | 1 – 1    | WK-kwalificatie     |
| 31                             | 7 juni 2013       | Montenegro – Oekraïne               | 0 – 4    | Vriendschappelijk   |
| 32                             | 15 oktober 2013   | Montenegro – Moldavië               | 2 – 5    | WK-kwalificatie     |
| 33                             | 5 maart 2014      | Montenegro – Ghana                  | 1 – 0    | Vriendschappelijk   |
| 34                             | 7 september 2014  | Montenegro – Moldavië               | 2 – 0    | EK-kwalificatie     |
| 35                             | 15 november 2014  | Montenegro – Zweden                 | 1 – 1    | EK-kwalificatie     |
| 36                             | 27 maart 2015     | Montenegro – Rusland                | gestaakt | EK-kwalificatie     |
| 37                             | 5 september 2015  | Montenegro – Liechtenstein          | 2 – 0    | EK-kwalificatie     |
| 38                             | 9 oktober 2015    | Montenegro – Oostenrijk             | 2 – 3    | EK-kwalificatie     |
| 39                             | 29 maart 2016     | Montenegro – Wit-Rusland            | 0 – 0    | Vriendschappelijk   |
| 40                             | 8 oktober 2016    | Montenegro – Kazachstan             | 5 – 0    | WK-kwalificatie     |
| 41                             | 26 maart 2017     | Montenegro – Polen                  | 1 – 2    | WK-kwalificatie     |
| 42                             | 4 juni 2017       | Montenegro – Iran                   | 1 – 2    | Vriendschappelijk   |
| 43                             | 10 juni 2017      | Montenegro – Armenië                | 4 – 1    | WK-kwalificatie     |
| 44                             | 4 september 2017  | Montenegro – Roemenië               | 1 – 0    | WK-kwalificatie     |
| 45                             | 5 oktober 2017    | Montenegro – Denemarken             | 0 – 1    | WK-kwalificatie     |
| 46                             | 27 maart 2018     | Montenegro – Turkije                | 2 – 2    | Vriendschappelijk   |
| 47                             | 2 juni 2018       | Montenegro – Slovenië               | 0 – 2    | Vriendschappelijk   |
| 48                             | 10 september 2018 | Montenegro – Litouwen               | 2 – 0    | UEFA Nations League |
| 49                             | 11 oktober 2018   | Montenegro – Servië                 | 0 – 2    | UEFA Nations League |
| 50                             | 20 november 2018  | Montenegro – Roemenië               | 0 – 1    | UEFA Nations League |
| 51                             | 25 maart 2019     | Montenegro – Engeland               | 1 – 5    | EK-kwalificatie     |
| 52                             | 7 juni 2019       | Montenegro – Kosovo                 | 1 – 1    | EK-kwalificatie     |
| 53                             | 5 september 2019  | Montenegro – Hongarije              | 2 – 1    | Vriendschappelijk   |
| 54                             | 10 september 2019 | Montenegro – Tsjechië               | 0 – 3    | EK-kwalificatie     |
| 55                             | 11 oktober 2019   | Montenegro – Bulgarije              | 0 – 0    | EK-kwalificatie     |
| 56                             | 19 november 2019  | Montenegro – Wit-Rusland            | 2 – 0    | Vriendschappelijk   |
| 57                             | 7 oktober 2020    | Montenegro – Letland                | 1 – 1    | Vriendschappelijk   |
| 58                             | 10 oktober 2020   | Montenegro – Azerbeidzjan           | 2 – 0    | UEFA Nations League |
| 59                             | 13 oktober 2020   | Montenegro – Luxemburg              | 1 – 2    | UEFA Nations League |
| 60                             | 11 november 2020  | Montenegro – Kazachstan             | 0 – 0    | Vriendschappelijk   |
| 61                             | 17 november 2020  | Montenegro – Cyprus                 | 4 – 0    | UEFA Nations League |
| 62                             | 27 maart 2021     | Montenegro – Gibraltar              | 4 – 1    | WK-kwalificatie     |
| 63                             | 30 maart 2021     | Montenegro – Noorwegen              | 0 – 1    | WK-kwalificatie     |
| 64                             | 5 juni 2021       | Montenegro – Israël                 | 1 – 3    | Vriendschappelijk   |
| 65                             | 7 september 2021  | Montenegro – Letland                | 0 – 0    | WK-kwalificatie     |
| 66                             | 13 november 2021  | Montenegro – Nederland              | 2 – 2    | WK-kwalificatie     |
| 67                             | 16 november 2021  | Montenegro – Turkije                | 1 – 2    | WK-kwalificatie     |
| 68                             | 28 maart 2022     | Montenegro – Griekenland            | 1 – 0    | Vriendschappelijk   |
| 69                             | 4 juni 2022       | Montenegro – Roemenië               | 2 – 0    | UEFA Nations League |
| 70                             | 11 juni 2022      | Montenegro – Bosnië en Herzegovina  | 1 – 1    | UEFA Nations League |
| 71                             | 26 september 2022 | Montenegro – Finland                | 0 – 2    | UEFA Nations League |
| 72                             | 17 november 2022  | Montenegro – Slowakije              | 2 – 2    | Vriendschappelijk   |
| 73                             | 27 maart 2023     | Montenegro – Servië                 | 0 – 2    | EK-kwalificatie     |
| 74                             | 17 juni 2023      | Montenegro – Hongarije              | 0 – 0    | EK-kwalificatie     |
| 75                             | 20 juni 2023      | Montenegro – Tsjechië               | 1 – 4    | Vriendschappelijk   |
| 76                             | 10 september 2023 | Montenegro – Bulgarije              | 2 – 1    | EK-kwalificatie     |
| 77                             | 12 oktober 2023   | Montenegro – Libanon                | 3 – 2    | Vriendschappelijk   |
| 78                             | 16 november 2023  | Montenegro – Litouwen               | 2 – 0    | EK-kwalificatie     |
| Bijgewerkt op 20 november 2023 |                   |                                     |          |                     |